# 山本将輝
山本 将輝（やまもと まさき、1990年5月14日 - ）とは、広島県広島市、東広島市西条を中心に活動するDJ、ローカルタレント、イベントオーガナイザー。

## 来歴
広島県東広島市西条町出身。血液型AB型。大阪NSC32期生で、同期は ダイヤモンドの小野竜輔。中学の同級生とのお笑いトリオ「フルメタルジャケット」から１人抜け、お笑いコンビ「軍鶏」として吉本興業広島事務所で活動後、DJに転向し、広島エフエム放送やFM東広島で、ラジオDJとして活動。西条のカリスマ。座右の銘は「一生青春」。レペゼン西条。Super Masaki Bros.として活動。
お笑いイベント「FROM SAIJO COMEDY LIVE」や 音楽やお笑いのイベント「やまモンPARTY！」を定期的に主催。
趣味はRap、ライブ鑑賞、YouTube、インディーズバンド発掘、東広島の新店舗巡り。幼少期は英才教育で、英会話を習い、6歳から10歳まではピアノを習い音楽センスを習得する。小学校の頃から足が早く、最高タイムは50メートル６秒フラット。現在も草野球チーム「西条ピストンズ」に所属。とにかくジャッキーチェンが大好きで、一番好きなジャッキー映画は「 サンダーアーム龍兄虎弟 」。好きな女性のタイプは、ムラマサの「サクラ舞い散る夜は」のジャケットの女子。
2014年、友達のお笑いライブのMCをした事をきっかけに、スカウトを受け、広島FM9ジラジのADからスタートし、ラジオDJを目指す。
2017年、広島FM9ジラジのアシスタントDJ月曜日に抜擢される。
2020年9月12日に開催された「第3回全国千鳥足選手権大会2020」にて、全国第3位。
2020年日本民間放送連盟賞の、ラジオ生ワイド番組部門で、「9ジラジ卒業式生放送スペシャル」が最優秀賞を受賞。
2021年1月11日から、ピン芸人まえかわぱーてぃーとYouTube毎日投稿対決をし、同年4月20日にYouTube毎日投稿100日を達成し、対決を制した。
2022年3月30日、広島FM9ジラジのアシスタントDJを卒業。伝説的な回となる。
2022年4月、新番組広島FM「#PUSH」が始まり、メインDJとなる。
2022年5月1日発行の三才ムック『ラジオ番組表2022春号』において「第1回イチ推し番組・DJランキング」のコミュニティFM番組部門で「山本将輝のIt's my Home!」が全国第8位を獲得。翌2023年5月1日発行の三才ムック『ラジオ番組表2023春号』では「第3回イチ推し番組・DJランキング」のワイド番組部門にて「#PUSH」が全国第11位を獲得。
2023年5月25日、第44回広島広告企画制作賞ラジオCM部門にて、「枕草子」篇という作品で、金賞を受賞。
2023年、広島FMの番組コーナーで、「そこには鹿庭」「ますやみソウル」「ここから壁から」の3曲を手がける。
2024年3月6日、 Plic Ploc 2nd EP 「街に灯す」で、Plic Ploc とfeaturingして「Midnight Sun」のラップを手がける。
2024年7月12日、FM東広島、山本将輝のIt's my Home!真夏の３時間スペシャルで、やまモン検定2024が開催される。

## 出演番組

### ラジオ
- 『#PUSH』(2022年4月-、広島エフエム放送)水曜・木曜15:00-17:50
- 『山本将輝のIt's My Home！』（2015年4月 - 、FM東広島）金曜18:00-19:49

### 配信
- 『山本将輝の音もだち~HIROSHIMA NEXT MUSIC HERO~』（2019年4月 - 、広島ホームテレビ　HOMEぽるぽるTV）

### ラジオ
- 『GOOD JOG FRIDAY』（2017年4月-2019年3月 - 、広島エフエム放送）
- 『大窪シゲキの9ジラジ』（2017年4月 - 2022年３月、広島エフエム放送）水曜アシスタントDJ、20:00-22:00
- 『ASAからZOO！アニマルポン！』（2016年6月 - 2021年3月、広島エフエム放送）土曜9:00-9:30

### テレビ
- 『恋とか愛とか（仮）』Episode27「アタックする女」（2017年9月、広島ホームテレビ） - 本人（やまモン）役
- 『ミュージックバラエティ H♪LINE』（2018年6月15日・2018年8月25日、広島ホームテレビ）
- 『恋とか愛とか（仮）』特別企画　コイカリ的!肉食企画（2018年9月、広島ホームテレビ）

### 配信
- 『9ジラジ★サタデー』（2017年6月-2019年3月 - 、広島ホームテレビ　HOMEぽるぽるTV）